# Bibio amnon
Bibio amnon är en tvåvingeart som beskrevs av Skartveit och Moises Kaplan 1996. Bibio amnon ingår i släktet Bibio och familjen hårmyggor.
Artens utbredningsområde är Israel. Inga underarter finns listade i Catalogue of Life.